# Warmington, Northamptonshire
Warmington är en ort och civil parish i Storbritannien.   Den ligger i grevskapet Northamptonshire och riksdelen England, i den sydöstra delen av landet, 110 km norr om huvudstaden London. Warmington ligger 25 meter över havet och antalet invånare är 874.
Terrängen runt Warmington är platt. Runt Warmington är det ganska tätbefolkat, med 172 invånare per kvadratkilometer. Närmaste större samhälle är Peterborough, 13,3 km nordost om Warmington. Trakten runt Warmington består till största delen av jordbruksmark.